# Benyamin Barslai
Benyamin Zeew Barslai (geboren am 9. Dezember 1923 in Mannheim als Walter Biegeleisen; gestorben am 7. Februar 2005 in Bremen) war ein deutscher Rabbiner, zuletzt Landesrabbiner, Richter, Kantor und Honorarprofessor in Bremen.

## Leben
Barslai war der Sohn von Salomon Biegeleisen, Vorbeter und Religionslehrer in den Jüdischen Gemeinden sowie Vertreter des Südhessischen Landesrabbiners. Er besuchte bis 1934 das Gymnasium in Bensheim. 1934/35 wanderte die Familie in das Völkerbundsmandat für Palästina aus. Nach dem Abitur in Israel und einem Studium an rabbinischen Hochschulen in Bnei Berak war er in seinem neuen Heimatland bis 1960 als Rabbiner tätig.
Bereits 1946 heiratete Barslai; der Ehe entstammen zwei Kinder: Der Sohn wurde, wie der Vater und Großvater, Landesrabbiner für Hamburg und Schleswig-Holstein, die Tochter ist in den USA verheiratet.
Barslai kehrte 1960 nach Deutschland zurück. Er widmete sich intensiv dem jüdisch-christlichen Dialog. Sein erstes Rabbinat war in Gelsenkirchen, dann in Essen und in Saarbrücken. Er  studierte Orientalistik und Evangelische Theologie an der Universität des Saarlandes. 1965 promovierte er unter Professor Helmut Gätje an der Fakultät für Evangelische Theologie.
1965 gründete er die erste jüdische Studentengemeinde an einer deutschen Universität nach dem Zweiten Weltkrieg. Weitere seelsorgerische Stationen waren 1969 in Malmö und von 1971 bis 1981 ein Rabbinat in Biel. 1985 wechselte er nach Bremen, wo er lange Zeit als Landesrabbiner tätig war. Er lehrte zudem an der Universität Bremen. Er war Vorsitzender der Gesellschaft für christliche Zusammenarbeit -Brüderlichkeit – in Bremen e. V.
Als dienstältester deutscher Rabbiner starb er 2005 und wurde in Israel begraben.
Barslai ist Autor zahlreicher Bücher, die die jüdisch-christliche Verständigung und Aussöhnung zum Thema haben.